# Pound (musikgrupp)
Pound är ett svenskt rockband som bildades i Borlänge 2004. De spelar alternativ rock med popinfluenser och består av Stefan Altzar (lead sång och gitarr), Janne Korpela (gitarr) Samuel Granath (trummor), Christian Larsson (bas och sång) och Kalle Sandström (keyboard).
Deras musik är influerad av Muse, Tool, The Killers med flera. De släppte under 2008 gratis-EP:n Desillusionizer som innehåller 5 låtar. I april 2009 släppte bandet sitt första album med titeln Stardust, Lies and Holy Water.